# Pygotettix formosanus
Pygotettix formosanus är en insektsart som beskrevs av Matsumura 1940. Pygotettix formosanus ingår i släktet Pygotettix och familjen dvärgstritar. Inga underarter finns listade i Catalogue of Life.